# Sebasmia curticornis
Sebasmia curticornis là một loài bọ cánh cứng trong họ Cerambycidae.